# غاري إم. أندرسون
غاري إم. أندرسون (بالإنجليزية: Gary M. Anderson)‏ هو عازف جاز أمريكي، ولد في 31 أكتوبر 1947.

## وصلات خارجية
- غاري إم. أندرسون على موقع IMDb (الإنجليزية)